# Stenidea
Stenidea — род жесткокрылых из семейства усачей.

## Описание
Переднеспинка квадратная. Надкрылья узкие, в 3,5 раза длиннее своей общей ширины на основании. Глаза крупно фасеточные.

## Систематика
В составе рода:
- Stenidea albida (Brullé, 1838)
- Stenidea annulicornis (Brullé, 1838)
- Stenidea costigera Demelt, 1982
- Stenidea densevestita (Fairmaire, 1890)
- Stenidea fairmairei Aurivillius, 1922
- Stenidea floccifera (Kolbe, 1893)
- Stenidea gemina (Pascoe, 1888)
- Stenidea genei (Aragona, 1830)
- Stenidea gertiana (Sama, 1996)
- Stenidea gomerae (Sama, 1996)
- Stenidea hesperus Wollaston, 1863
- Stenidea niveopicta Demelt, 1982
- Stenidea pilosa (Wollaston, 1862)
- Stenidea schurmanni (Sama, 1996)
- Stenidea troberti Mulsant, 1843